# Erica montis-hominis
Erica montis-hominis är en ljungväxtart som beskrevs av E.G.H. Oliver. Erica montis-hominis ingår i släktet klockljungssläktet, och familjen ljungväxter. Inga underarter finns listade i Catalogue of Life.